# Marco Tarchi
Marco Tarchi (Roma; 11 de octubre de 1952) es un politólogo italiano. Actualmente es profesor titular en la Escola de Ciencias Políticas "Cesare Alfieri" de la Universidad de Florencia, donde enseña Ciencia política, Teoría política y Comunicación política. Sus líneas de investigación se refieren, principalmente, al populismo, área de investigación en la que es uno de los mayores expertos en Europa.
Obtuvo su Ph.D. en Ciencia Política en la Universidad de Florencia en 1987. En la misma universidad, fue profesor asistente en Ciencia Política de 1993 a 1998 y luego profesor asociado de 1998 a 2001. Ha profesor titular desde 2001. También ha sido profesor visitante en las universidades de Turku (1993, 1996-1998, 2003, 2007), Santiago de Chile y Viña del Mar (2004) y del Rosario (2008).

## Obras
- Partito unico e dinamica autoritaria, Nápoles: Akropolis, 1981
- La "rivoluzione legale", Bolonia: Il Mulino, 1993
- "Destra e sinistra: due essenze introvabili", in Democrazia e diritto, 1, 1994, pp. 381–396
- Cinquant'anni di nostalgia. La destra italiana dopo il fascismo. Milano: Rizzoli, 1995 (entrevista de Antonio Carioti)
- Esuli in patria. I fascisti nell'Italia repubblicana. Parma: Guanda, 1995
- The Dissatisfied Society. The Roots of Political Change in Italy, in European Journal of Political Research, 1, 1996, pp. 41–63
- Italy: the Northern League, in L. de Winter and H. Türsan (eds), Regionalist Parties in Western Europe. Londres: Routledge, 1998
- Estrema destra e neopopulismo in Europa, in Rivista Italiana di Scienza Politica, 2, 1998
- Italy: Early Crisis and Collapse, in D. Berg-Schlosser and J. Mitchell (eds), Conditions of Democracy in Europe, 1918-1938. Londres: Macmillan, 2000.
- L' Italia populista. Dal qualunquismo ai girotondi, Bolonia il Mulino, 2003, ISBN 9788815094421
- Il fascismo. Teorie, interpretazioni, modelli, Bari: Laterza, 2003
- Contro l'americanismo, Laterza Bari: Laterza, 2004
- La rivoluzione impossibile. Dai Campi Hobbit alla nuova Destra, Florencia: Vallecchi, 2010
- Italia populista. Dal qualunquismo a Beppe Grillo, Bolonia: Il Mulino, 2014